# 根岸凉宇
根岸 凉宇（ねぎし りょうう、1732年 - 1794年）は、日本の俳人。通称は孫兵衛。諱は保固。

## 人物
青梅の人である。父は孫左衛門。家は代々豪農で青梅縞の仲買を業としていた。根岸家の本家で、根岸典則はその分家である。早くより俳諧を好み、建部凉岱の門に入り、凉宇と号した。凉岱から吸露庵を譲られ、これを襲名し吸露庵凉宇と云った。
京都二条家から「花ノ下」の称号をゆるされた。この頃関東では俳諧師で「花ノ下」の称を得た者はなく、凉宇は「花ノ下」の栄称をかち得た宗匠の嚆矢である。寛政6年11月5日、「曉の浪に別るゝ千鳥かな」の辞世を遺して没する。法名は轉凉弘宇居士。墓は千ヶ瀬、宗建寺。